# Ivanivka (oblast de Louhansk)
Pour l’article homonyme, voir Ivanivka.
Ivanivka (ukrainien : Іванівка, russe : Ива́новка, Ivanovka) est un village et une commune urbaine d'Ukraine qui se trouve dans le raïon d'Antratsit et l'oblast de Louhansk. De cette commune dépendent les villages de Kovylne et Stepove. Sa population était de 7 107 habitants en 2019.

## Géographie
Le village se trouve au bord de la rivière Olkhovka (dans le bassin du Donets) près de sa source, et à 45 km au sud-ouest de Louhansk. Le point culminant de la commune est à 367,1 m d'altitude, le plus élevé du Donbass.

## Histoire
Le village doit son nom à son fondateur en 1771, le colonel de hussards Ivan Petrovitch Chteritch et faisait partie sous l'Empire russe de l'ouïezd de Slovianoserbsk du gouvernement d'Iekaterinoslav. Une fonderie de fer y ouvre en 1900. Il a le statut de commune urbaine depuis 1938.
Il comptait 9 982 habitants en 1989 et 7 274 habitants en 2013, presque tous russophones. Depuis le printemps 2014 et le référendum d'autodétermination, la commune fait partie de la république populaire de Lougansk.

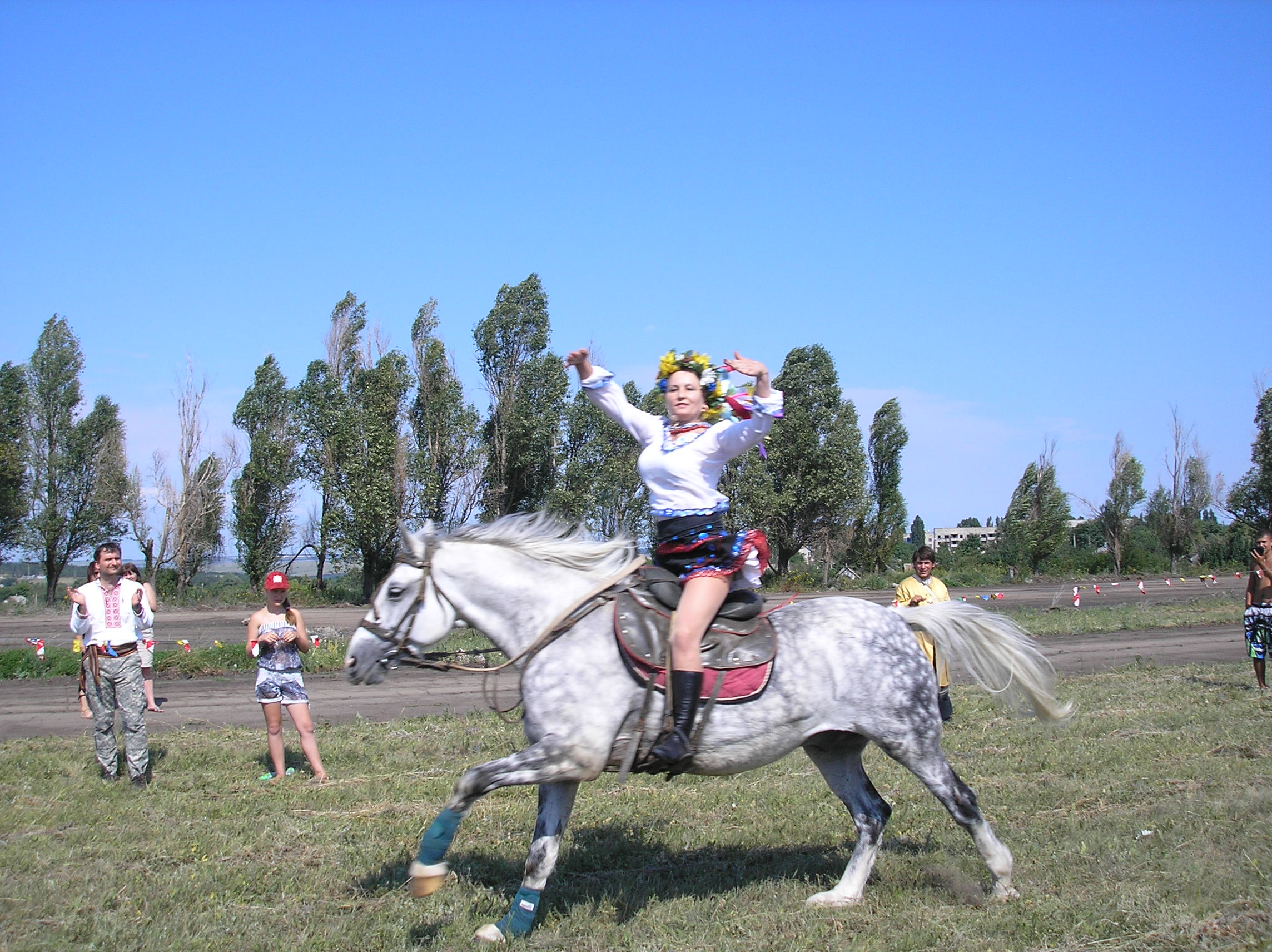
Festival cosaque en juin 2013.

## Transport
La gare de chemin de fer de Chterivka se trouve sur la ligne Tchernoukhyne-Doljanska.

## Monument aux morts
Dans la rue principale du village, non loin de l'administration, l'on  trouve les tombes collectives de soldats et de partisans soviétiques. Des soldats de l'armée soviétique qui ont libéré le village, ainsi que des partisans du détachement de partisans d'Ivanovo, qui ont opéré derrière les lignes ennemies pendant l'occupation, y sont enterrés. Le monument est en bon état